# بوناته سوتو
بوناته سوتو (به ایتالیایی: Bonate Sotto) یک کومونه در ایتالیا است که در استان برگامو واقع شده‌است. بوناته سوتو ۶٫۳ کیلومتر مربع مساحت و ۶٬۷۱۶ نفر جمعیت دارد و ۲۱۵ متر بالاتر از سطح دریا واقع شده‌است.